# Заболотье (Торжокский район)
За́болотье — деревня в Торжокском районе Тверской области. Относится к Высоковскому сельскому поселению.

## География
Находится в 34 км к югу от города Торжка, в 1,3 км к западу от деревни Кожевниково.

## Население
В деревне одна улица с домами по одной (северной) стороне. Осталось 6-7 домов разной степени сохранности.
Население по переписи 2002 года — 12 человек, 5 мужчин, 7 женщин.

## История
В конце XIX-начале XX века деревня Заболотье относилась к Ременевскому приходу Дарской волости Старицкого уезда Тверской губернии. В 1859 году в деревне 9 дворов, 120 жителей, в 1886 — 28 дворов, 159 жителей.
В 1925 году деревня в составе Высоковской волости Новоторжского уезда.
В конце 1930-х годов деревня Заболотье имела более 40 дворов и входила в Кожевниковский сельсовет Высоковского района Калининской области.
Во время Великой Отечественной войны деревня Заболотье стало местом одного из множества боёв местного значения, которые остановили продвижение врага по Советской земле.
27 октября 1941 года немецко-фашистские войска вошли в соседнюю деревню Вольно-Кожевниково и продолжали наступать на север, на Торжок. В лесах к западу от Заболотья скопились несколько групп отступавших красноармейцев, среди которых были бойцы 252-го погранполка войск НКВД СССР Управления охраны войскового тыла Западного фронта. Лейтенант этого полка Дмитрий Павлович Трубин взял на себя командование этими разрозненными группами, сосредоточил их в деревне Заболотье и 28 октября повёл в атаку на Вольно-Кожевниково. «Личным примером воодушевлял бойцов на разгром врага командир роты лейтенант Трубин. Будучи дважды ранен, он продолжал командовать ротой. Заняв деревню, его подразделение уничтожило более 60 фашистов. В этом бою отважный офицер погиб». Много красноармейцев остались лежать между Заболотьем и Кожевниковым и были похоронены местными жителями. В декабре 1941 года войска Калининского фронта освободили Заболотье в числе первых из населённых пунктов Высоковского района.